# Kapitan Fracasse (film 1961)
Kapitan Fracasse (fr. Le Capitaine Fracasse) – francuski film przygodowy spod znaku płaszcza i szpady  z 1961 roku w reżyserii Pierre'a Gasparda-Huita, zrealizowany na podstawie powieści Théophile'a Gautiera pt. Kapitan Fracasse. Główną i tytułową rolę zagrał Jean Marais.
W filmie jedną z drugoplanowych ról zagrał Louis de Funès. Spotkał wówczas na planie po raz pierwszy niespełna 17-letnią Geneviève Grad, aktorkę która kilka lat później zagra jego filmową córkę (Nicole Cruchot) w komedii Żandarm z Saint-Tropez (1964) i jej dwóch kontynuacjach. 

## Obsada
- Jean Marais - baron Philippe de Sigognac (Kapitan Fracasse)
- Geneviève Grad - Isabelle, aktorka trupy
- Gérard Barray - książę Vallombreuse
- Jean Yonnel - książę Moussy; ojciec Vallombreuse'a i Isabelle
- Philippe Noiret - Hérode, szef trupy teatralnej
- Louis de Funès - Scapino, aktor trupy
- Riccardo Garrone - Jaquemin Lampourde
- Joëlle Latour - Chiquita, towarzyszka Agostina
- Alain Saury - Agostin, rozbójnik
- Jacques Toja - Léandre, aktor trupy
- Robert Pizani - Blazius, aktor trupy
- Danielle Godet - Sérafine, aktorka trupy
- Sophie Grimaldi - Zerbine, aktorka trupy
- Renée Passeur - lady Léonarde, aktorka trupy
- Sacha Pitoeff - Matamore, aktor trupy
- Maurice Teynac - markiz Edouard de Bruyères
- Anna Maria Ferrero - markiza de Bruyères
- Bernard Dhéran - rycerz Vidalenc
- Raoul Billerey - Mérindol
- Jean Rochefort - Malartic
- Guy Delorme - kapitan straży księcia Moussy
- Paul Mercey - karczmarz z Poitiers
- Christian Marin - sługa Picard, zabity przez Agostina
- Georges Demas - strażnik księcia Vallombreuse
- Paul Préboist - strażnik księcia Vallombreuse
- Jacques Préboist - strażnik księcia Vallombreuse
- Bernard Lajarrige - lokaj barona Sigognac
- René Charvey - król Ludwik XIII

i inni.

## Zarys fabuły
Akcja rozgrywa się w XVII-wiecznej Francji za panowania króla Ludwika XIII. Zubożały szlachcic i niezrównany szermierz baron Philippe de Sigognac postanawia porzucić swoje dotychczasowe życie i dołączyć do wędrownej trupy aktorskiej. Grając na scenie przybiera pseudonim Kapitan Fracasse. Niebawem zakochuje się z wzajemnością w młodziutkiej aktorce Isabelle. Będzie musiał stanąć w jej obronie, gdy zakochuje się w niej również bezwzględny książę Vallombreuse. Posunie się on do porwania dziewczyny. Jak się okaże Isabelle jest zaginioną córką księcia Moussy, który jest także ojcem Vallombreuse'a. 